# أرت شابمان
أرت شابمان هو لاعب هوكي الجليد كندي، ولد في 29 مايو 1905 في وينيبيغ في كندا، وتوفي في 31 ديسمبر 1962 في لونغ بيتش في الولايات المتحدة.

## وصلات خارجية
- أرت شابمان على موقع دوري الهوكي الوطني (الإنجليزية)
- أرت شابمان على موقع قاعة مشاهير الهوكي (لاعب أن.إتش.أل) (الإنجليزية)
- أرت شابمان على موقع HockeyDB.com (الإنجليزية)
- أرت شابمان على موقع Hockey-Reference.com (الإنجليزية)